# Fred Dean
Fred Dean (Arcadia, 24 de fevereiro de 1952 – 14 de outubro de 2020) foi um jogador profissional de futebol americano estadunidense.

## Carreira
Dean conquistou a temporada de 1984 da National Football League jogando pelo San Francisco 49ers. Foi introduzido ao Pro Football Hall of Fame em 2008.

## Morte
Morreu em 14 de outubro de 2020, aos 68 anos, devido à COVID-19.